# Xenacanthippus
Xenacanthippus is een geslacht van rechtvleugeligen uit de familie veldsprinkhanen (Acrididae). De wetenschappelijke naam van dit geslacht is voor het eerst geldig gepubliceerd in 1934 door Miller.

## Soorten
Het geslacht Xenacanthippus omvat de volgende soorten:
- Xenacanthippus hainanensis Tinkham, 1940
- Xenacanthippus miniatus Miller, 1934